# Doubtful Creek
Doubtful Creek är en ort i Australien. Den ligger i kommunen Kyogle och delstaten New South Wales, i den sydöstra delen av landet, omkring 590 kilometer norr om delstatshuvudstaden Sydney. Orten hade 140 invånare år 2016.
Närmaste större samhälle är Casino, omkring 17 kilometer sydost om Doubtful Creek.